# Reglementierter Beruf
Ein Reglementierter Beruf ist ein Beruf, bei dem durch Rechts- und Verwaltungsvorschriften festgelegt ist, dass der Zugang zum Beruf und die Berufsausübung nur dann erfolgen darf, wenn ein Nachweis einer bestimmten Qualifikation erbracht ist.

## Europäische Union
In der Richtlinie 2005/36/EG über die Anerkennung von Berufsqualifikationen wurde eine Reihe von Richtlinien zusammengefasst, in denen die Anerkennung von Berufsqualifikationen für den Zugang zu den reglementierten Berufen ist; ein reglementierter Beruf ist als „eine berufliche Tätigkeit oder eine Gruppe beruflicher Tätigkeiten, bei der die Aufnahme oder Ausübung oder eine der Arten der Ausübung direkt oder indirekt durch Rechts- und Verwaltungsvorschriften an den Besitz bestimmter Berufsqualifikationen gebunden ist; ...“ definiert.
Die Europäische Kommission führt eine Liste aller in der EU, im EWR und in der Schweiz im Sinne der Richtlinie 2005/36/EG reglementierten Berufe.
Die Anzahl der reglementierten Berufe schwankt von 94 in Estland bis 640 in Polen (Stand 2014).

## Deutschland
In Deutschland sind beispielsweise medizinische Berufe oder Rechtsberufe sowie das Lehramt an staatlichen Schulen reglementiert. Bei letzteren müssen das erste und zweite Staatsexamen nachgewiesen werden. Auch der öffentliche Dienst gehört zum Bereich der reglementierten Berufe.

Die meisten Berufe in Deutschland sind nicht reglementiert.
Die Anerkennung ausländischer Berufsabschlüsse ist, soweit es sich um bundesrechtlich (nicht landesrechtlich) reglementierte Berufe handelt, durch das Gesetz zur Verbesserung der Feststellung und Anerkennung im Ausland erworbener Berufsqualifikationen (kurz: Anerkennungsgesetz) geregelt.
Die Bundesagentur für Arbeit führt eine Liste der in Deutschland reglementierten Berufe.